# Vítězný gól

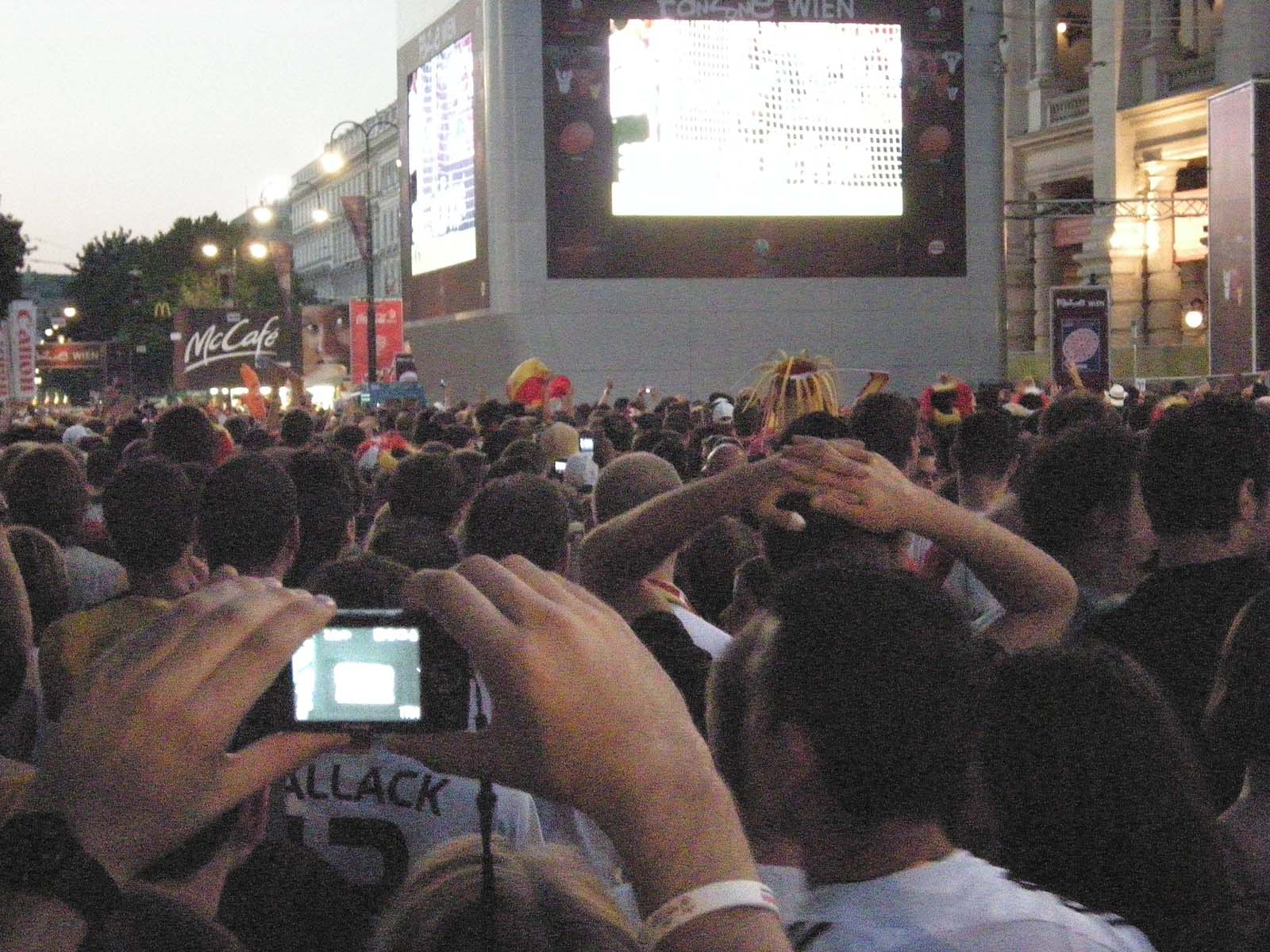
Fanoušci ve Vídni sledují na velkoplošné obrazovce replay vítězného gólu Fernanda Torrese ve finále Mistrovství Evropy 2008 (Německo – Španělsko 0:1).

Vítězný gól (anglicky v NHL Game-Winning Goal, zkratkou GWG) nebo také vítězná branka či rozdílový gól je gól, který v kolektivních sportech rozhoduje o vítězství týmu nad soupeřem. V praxi to znamená, že soupeř na tento gól již nedokáže odpovědět (tzn. nedokáže otočit vývoj utkání nebo alespoň vyrovnat stav). V zápase tedy může padnout maximálně jeden vítězný gól. Skončí-li utkání remízou (lidově nazývanou plichta), vítězný gól nepadl.
Příklady
- při vítězství 1:0 je jediný gól zápasu zároveň gólem vítězným.
- při vítězství 5:0 je vítězný gól ten první na 1:0.
- jedno družstvo vyhrává poměrem 5:0 a soupeř sníží na konečných 5:1, v tomto případě je vítěznou brankou druhá trefa triumfujícího týmu (tedy gól na 2:0).
- stav je vyrovnaný 2:2, jeden z týmů vstřelí gól na konečných 3:2, tento gól je vítězný.
- jedno mužstvo vede nad druhým 3:1, druhé mužstvo zvrátí stav na konečných 3:6. Vítězný gól je ten na 3:4 (soupeř už na něj nedokázal zareagovat).

## Rozdílový gól
Pojem rozdílový gól může být použit i v jiném významu. V mnoha fotbalových pohárových soutěžích se hraje o postup systémem dvojutkání, přičemž platí pravidlo venkovních gólů. Rozdílový gól se potom váže nikoli k vítězství týmu, ale k postupu. To znamená, že může jít o vyrovnávající branku či dokonce o gól, který pouze zmírňuje prohru a nepřináší vítězství ani remízu. Přesto zaručuje postup.
Příklady
- v prvním utkání vyhraje mužstvo A na domácím hřišti nad mužstvem B 1:0. V odvetném utkání hraném na hřišti mužstva B prohrává mužstvo A již 0:2, ale podaří se mu snížit na konečných 1:2. Tento gól je rozdílový, neboť přinesl týmu A postup dál, protože celkové skóre z obou zápasů je sice 2:2, ale platí větší počet vstřelených gólů na hřišti soupeře (pravidlo venkovních gólů). Mužstvo A jednou skórovalo na hřišti soupeře, zatímco mužstvo B nevstřelilo na hřišti mužstva A žádný gól.
- v prvním utkání vyhraje mužstvo A na svém hřišti nad mužstvem B poměrem 3:2. V odvetném zápase na hřišti mužstva B je stav opačný, mužstvo A zde prohrává 2:3, ale dokáže nakonec srovnat na konečných 3:3. Tento vyrovnávající gól je rozdílový, znamená rozdíl v celkovém skóre mezi oběma soupeři (mužstvo A 6, mužstvo B 5) a tedy postup.
- v prvním zápase vyhraje mužstvo A na domácím hřišti nad mužstvem B 3:1. Odveta dopadne 2:0 pro mužstvo B, které tedy díky tomuto výsledku postoupí dál. První gól týmu B v odvetě je vítězný (v rámci zápasu), zatímco druhý gól je rozdílový (znamená srovnání celkového skóre na 3:3 a pro větší počet vstřelených gólů na hřišti soupeře postup).

## Vítězné góly v NHL
Tabulka deseti nejlepších střelců vítězných gólů v NHL platná k 27. červnu 2019. Tučně vyznačeni jsou aktivní hráči (v NHL).
| Poř. | Stát   | Hráč             | Počet |
| ---- | ------ | ---------------- | ----- |
| 1.   | Česko  | Jaromír Jágr     | 135   |
| 2.   | Kanada | Gordie Howe      | 121   |
| 3.   | Kanada | Phil Esposito    | 118   |
| 4.   | Finsko | Teemu Selänne    | 110   |
| 5.   | USA    | Brett Hull       | 110   |
| 6.   | Kanada | Brendan Shanahan | 109   |
| 7.   | Rusko  | Alexandr Ovečkin | 107   |
| 8.   | Kanada | Patrick Marleau  | 106   |
| 9.   | Kanada | Jarome Iginla    | 101   |
| 10.  | Kanada | Guy Lafleur      | 98    |